# Jardí de s'Hort des Frares
El jardí de s'Hort des Frares és un jardí urbà situat a Manacor, concretament a la plaça dels Pares Creus i Font i Roig, integrat en el Conjunt Històric del Claustre del Convent, el qual està declarat bé d'interès cultural.
El seu nom al·ludeix a l'hort dels frares dominics que hi havia al voltant del segle XVI i que es trobava darrera el convent de Sant Vicenç Ferrer. El jardí actual, inaugurat el 2022, es situa en els antics aparcaments dels Jutjats.
Es tracta d'un espai de 350 metres quadrats que queda tancat per una reixa metàl·lica. En el seu interior hi destaca la presència de marès, plantes aromàtiques, arbrat i tres alts xiprers. Al centre s'hi ubica una font amb una hídria semblant a les que hi ha al passeig de Na Camel·la i que funciona com a brollador. Una pèrgola vegetal ajudarà a crear ombra.